# USS Albacore (SS-218)
«Альбекор» (англ. USS Albacore (SS-218)) — підводний човен військово-морських сил США типу «Гато», що брав активну участь у бойових діях Другої світової війни.
Підводний човен спорудила компанія General Dynamics Electric Boat на верфі у Гротоні, штат Коннектикут. Його заклали 21 червня 1941 року, ще до вступу США у Другу світову, а спустили на воду 17 лютого 1942-го, вже після нападу Японії. Після проходження випробувань човен влітку 1942-го прибув до Перл-Гарбору, де увійшов до складу Тихоокеанського флоту.

## Походи
Всього човен здійснив дев'ять бойових походів.

### 1-й похід
28 серпня 1942 року «Альбекор» вирушив до визначеного йому району бойових дій, що лежав біля північного та північно-східного проходів через риф атола Трук — головної передової бази японського флоту, звідки провадились операції та здійснювалось постачання гарнізонів в архіпелазі Бісмарка і на Соломонових островах а також на Маршаллових островах та островах Гілберта. Тут човен здійснив кілька атак на торговельні судна, проте по завершенні бойових дій підтверджень їх потоплення не отримали. 9 жовтня 1942-го «Альбекор» зустрів авіаносець, проте не зміг атакувати його. Похід завершився 20 жовтня прибуттям на острів Мідвей.

### 2-й похід
Тривав з 11 листопада по 30 грудня 1942 року та завершився прибуттям човна до Брисбену (східне узбережжя Австралії). Район бойового патрулювання «Альбекор» був у Новогвінейському морі (морі Бісмарка) біля північного узбережжя островів Нова Британія та Нова Гвінея, від Рабаулу до Мадангу. Тут він здійснив дві невдалі атаки та сам один раз став ціллю для японських кораблів, проте зазнав лише мінімальних пошкоджень. Нарешті, 18 грудня 1942 року, поблизу Мадангу «Альбекор» торпедувала та потопила легкий крейсер Тенрю (при цьому сам командир човна вважав, що ціллю був транспорт).

### 3-й похід
Тривав з 20 січня по 11 березня 1943 року і завершився поверненням човна до Брисбена. Район бойового патрулювання знову знаходився у Новогвінейському морі біля північного узбережжя Нової Гвінеї, при цьому 20 лютого «Альбекор» потопив ескадрений міноносець Осіо.

### 4-й похід
Тривав з 6 квітня по 26 травня 1943 року і завершився поверненням човна до Брисбена. Район бойового патрулювання знаходився навколо Соломонових островів та архіпелагу Бісмарка, при цьому здобути якихось перемог «Альбекор» не вдалось.

### 5-й похід
Почався 16 червня 1943 року. Бойове патрулювання відбувалось на комунікаціях ворога в районі Соломонових островів та архіпелагу Бісмарка, при цьому здобути якихось перемог знову не вдалось. У підсумку «Альбекор» повернувся до Брисбена.

### 6-й похід
Тривав з 23 серпня по 26 вересня 1943 року і завершився поверненням човна до Брисбена. 4 вересня «Альбекор» в районі за дві з половиною сотні кілометрів на південний захід від острова Понпеї (східні Каролінські острови) потопив переобладнаний канонерський човен Хейдзе Мару. 5 вересня за три сотні кілометрів на південний захід від острова Кусаїє човен поцілив торпедою вантажне судно Хокушо-Мару, проте вона не здетонувала (втім, вже за місяць це судно буде потоплене іншим підводним човном USS Narwhal).

### 7-й похід
Тривав з 12 жовтня по 5 грудня 1943 року і завершився поверненням човна до Брисбена. 10 листопада човен потрапив під атаку американського ж літака і зазнав пошкоджень. Найголовнішим було те, що через невчасно закритий клапан почалось надходження забортної води, що призвело до занурення «Альбекора» на глибину у 140 метрів (при максимальній проектній 90 метрів). У наступні 2,5 години човен метеляло між глибинами від 10 до 120 метрів, допоки не вдалось відновити нормальний диферент та повернутись на поверхню. Незважаючи на інцидент, було вирішено продовжувати патрулювання. Невдовзі на «Альбекорі» отримали наказ добити легкий крейсер Агано, пошкоджений підводним човном Scamp. 12 листопада Albacore вдалось знайти цей корабель, проте човен виявили та піддали чотиригодинній атаці японські ескадрені міноносці. Вже під кінець походу, 25 листопада «Альбекору» вдалось потопити вантажне судно в районі за три сотні кілометрів північніше від островів Адміралтейства.

### 8-й похід
Почався 26 грудня 1943 та тривав до 22 лютого 1944 року. Бойове патрулювання відбувалось північніше від архіпелагу Бісмарка, при цьому 12 січня 1944-го за шістсот кілометрів на північ від островів Адміралтейства (та на такій же відстані на південний захід від островів Трук) «Альбекор» потопив переобладнаний канонерський човен Чоко-Мару №2. Через два дні, діючи у групі з підводними човнами Scamp та Guardfish, «Альбекор» в районі за 800 км на схід від острова Палау (західні Каролінські острови) потопив есмінець Садзанамі. Інший ескортний корабель дев'ять годин переслідував човен, що дало можливість Scamp та Guardfish безперешкодно знищити два танкери із полишеного без захисту конвою. По завершенні патрулювання «Альбекор» із зупинками для бункерування на Тулагі (Соломонові острови) та атолі Мідвей вирушив до Перл-Гарбора. Звідси він вирушив для ремонту на верф Mare Island Naval Shipyard у Вальєхо (Каліфорнія).

### 9-й похід
Човен полишив верф 5 травня 1944 року та за вісім діб прибув до Перл-Гарбора. Після завершальних ремонтних робіт та тренувань «Альбекор» 29 травня вирушив у черговий похід в район на захід від Маріанських островів та навколо архіпелагу Палау. 18 червня флот США почав десантну операцію на Сайпані (Маріанські острови), а «Альбекор» отримав наказ перехопити японський флот, котрий рухався зі своєї бази Таві-Таві (південний захід Філіппін поблизу острова Борнео). Вранці 19 червня човен опинився прямо у центрі головної ескадри японців. Пропустивши один з авіаносців, командир «Альбекор» випустив шість торпед по другому, яким виявився авіаносець Тайхо. Останній якраз здійснював запуск літаків, при цьому один з пілотів помітив загрозу та спрямував свій літак на торпеду. У підсумку в Тайхо потрапила лише одна торпеда, котра, як здавалось, не завдала важких ушкоджень. Втім, під час ліквідації наслідків атаки японський офіцер прийняв хибне рішення увімкнути загальнокорабельну систему вентиляції, сподіваючись таким чином видалити з району пошкодження пари бензину (торпеда вцілила корабель поблизу авіапідйомника, де знаходилась велика кількість горючих матеріалів). Коли ж через певний час з якоїсь причини відбулась детонація, поширена по судну вибухонебезпечна суміш завдала невиправних руйнувань і Тайхо затонув з 1650 членами екіпажу.
Тим часом «Альбекор» зміг пережити контратаку японських есмінців та продовжив свій похід. Певний час він виконував завдання по спасінню пілотів, літаки яких могли бути збиті під час нальотів на острови Уліті та Яп (західні Каролінські острови). 2 липня човен перенацілили на дії проти комунікації між Яп та Палау. Тут «Альбекор» перехопила дерев'яний пароплав Taimei Maru, котрий здійснював місцеві пасажирські перевезення, та потопила його артилерійським вогнем. У підсумку 15 липня човен прибув на базу на атолі Маджуро (Маршалові острови).

### 10-й похід
Тривав з 8 серпня по 25 вересня 1944 року та завершився у Перл-Гарборі. На цей раз човен спрямували на північ, до узбережжя самої Японії, де він діяв біля південного узбережжя Сікоку між протоками Бунго та Кіі (відділяють цей острів від Кюсю та Хонсю відповідно). Тут вдалось потопити вантажне судно та корабель — мисливець за підводними човнами.

### 11-й похід
Почався 24 жовтня 1944 року, при цьому човен знову вирушив до узбережжя Японських островів.

## Загибель
«Альбекор» пройшов бункерування на атолі Мідвей 28 жовтня 1944 року, після чого вирушив до району протоки Цуґару із завданням блокувати підступи до портів Омінато (північне завершення Хонсю) та Хакодате (південне завершення Хоккайдо). Оскільки прибережні зони тут були заміновані, човен мав наказ триматись районів з глибиною не менше за 180 метрів.
Після того, як «Альбекор» вийшов з Мідвею, про нього більше не надходило жодних відомостей. Вже після завершення війни, при вивченні японських документів, було виявлено згадки про загибель якогось підводного човна 7 листопада 1944 року біля узбережжя Хоккайдо, за кілька десятків кілометрів на схід від Хакодате в районі з координатами 41°49' пн.ш. 141°11' сх.д. Цей човен йшов у підводному положенні та підірвався на міні, свідком чого стало японське патрульне судно. На останньому чули вибух, а в подальшому на поверхні побачили сліди нафти, уламки пробки, постільних речей та упаковок з харчами.
«Альбекор» загинув разом з усім екіпажем. Відомо, що в день затоплення на підводному човні було 85 осіб екіпажу.
На початку березня 2023 року, згідно повідомлення, яке було оприлюднено на науковому новинному веб-сайті Live Science, уламки підводного човна USS Albacore (SS-218) були знайдені на глибині приблизно 250 м на відстані 10 км від японського острова Хоккайдо.

## Бойовий рахунок
Бойовий підводний човен «Альбекор» був найефективнішим при атаці на Японію. За «Альбекором» рахується 9 перемог над ідентифікованим супротивником, переважно над військовими кораблями — 1 важкий авіаносець, 1 легкий крейсер, 2 ескадрені міноносці, 1 мисливець за підводними човнами, а також 2 переобладнані канонерські човни.
| Дата       | Назва           | Тип                               | Тоннаж | Місце            |
| 18.12.1942 | Тенрю           | легкий крейсер                    | 3300   | 5°11'S 145°57'E  |
| 20.02.1943 | Осіо            | есмінець                          | 1850   | 0°50'S 146°06'E  |
| 04.09.1943 | Хейдзе Мару     | переобладнаний канонерський човен | 2627   | 5°32'N 156°23'E  |
| 25.11.1943 | Кендзан Мару    | вантажне                          | 4705   | 0°51'N 145°56'E  |
| 12.01.1944 | Чоко-Мару №2    | переобладнаний канонерський човен | 2629   | 3°30'N 147°27'E  |
| 14.01.1944 | Садзанамі       | есмінець                          | 1950   | 5°15'N 141°15'E  |
| 19.06.1944 | Тайхо           | авіаносець                        | 31000  | 12°22'N 137°04'E |
| 05.09.1944 | Сінгецу Мару    | вантажне                          | 880    | 32°24'N 134°15'E |
| 11.09.1944 | Мисливець № 165 | мисливець за підводними човнами   | 170    | 32°20'N 131°50'E |

Також у книзі Т. Роска на рахунок «Альбекора» віднесено потоплення 20 лютого 1943 року (у тому ж бою, коли був знищений есмінець «Осіо») неідентифікованого фрегату водотоннажністю 750 тонн.